# آنا بوتينغ
آنا بوتينغ (بالإنجليزية: Anna Botting)‏ هي مقدمة تلفزيونية بريطانية، ولدت في 4 مايو 1967 في سري في المملكة المتحدة.

## وصلات خارجية
- آنا بوتينغ على موقع IMDb (الإنجليزية)
- آنا بوتينغ على موقع قاعدة بيانات الفيلم (الإنجليزية)